# Witkowy Filar

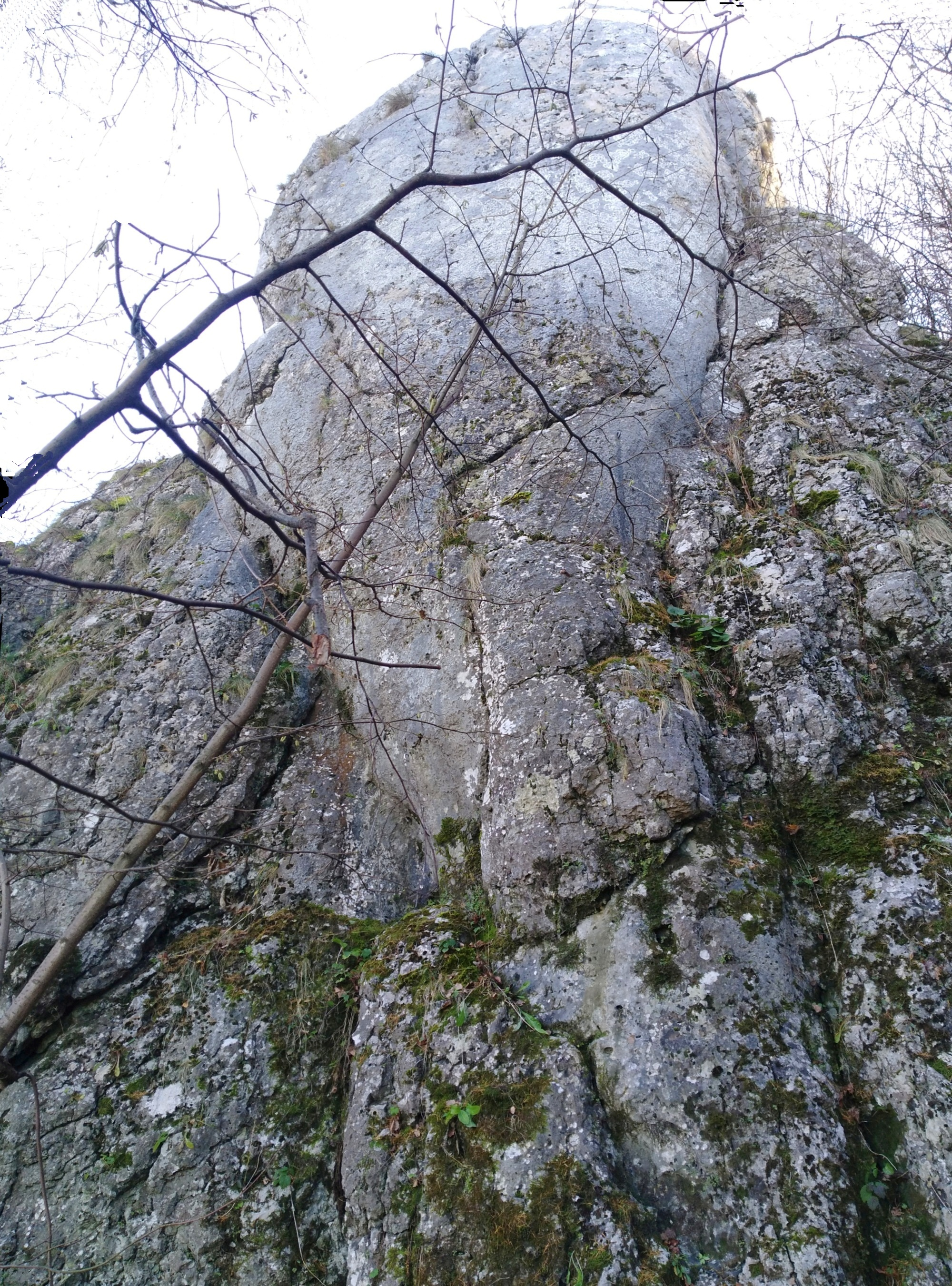

Witkowy Filar – skała w grupie Witkowych Skał na orograficznie prawym zboczu Doliny Szklarki na Wyżynie Olkuskiej. Znajduje się w obrębie miejscowości Jerzmanowice w województwie małopolskim, w powiecie krakowskim, w gminie Jerzmanowice-Przeginia.
Witkowy Filar to zbudowana z twardego wapienia najbardziej na północ wysunięta skała w całej grupie, odizolowana zaroślami od pozostałych skał. Znajduje się około 50 m na północ od Wielkiej Witkowej. Uprawiana jest na nim wspinaczka skalna, ale dla wspinaczy skalnych jest skałą mało interesująca. Jest całkowicie zarośnięty drzewami i krzewami i drogi wspinaczkowe znajdują się tylko na jego północno-zachodniej stronie. Z wszystkich pozostałych stron zbocza Witkowego Filara to rumowisko skalnych głazów lub niewielkie ścianki.
Są tylko 3 drogi wspinaczkowe o trudności od IV do VI.1+ w skali Kurtyki. I długości 12 m. Mają zamontowane punkty asekuracyjne: ringi (r) i stanowiska zjazdowe (st). Wszystkie po raz pierwszy pokonano w 2008 r.
1. Sąsiedzi; VI.1, 5r + st, 12 m
2. Baltazar Faquet; VI.1+, 5r + st, 12 m
3. Puzzlomatyk; IV, 1r, 12 m[3].